# Austria en el Festival de la Canción de Eurovisión 2024
Austria participará en el Festival de la Canción de Eurovisión 2024 en Malmö, Suecia. La emisora austriaca Österreichischer Rundfunk (ORF) seleccionó internamente a Kaleen como la representante del país con la canción «We Will Rave».

## Antecedentes
Antes del concurso de 2024, Austria ha participado en el Festival de Eurovisión cincuenta y cinco veces desde su primera participación en 1957. La nación ganó el concurso en dos ocasiones: en 1966 con la canción «Merci, chérie» interpretada por Udo Jürgens y en 2014 con la canción «Rise Like a Phoenix» interpretada por Conchita Wurst. Tras la introducción de las semifinales en el concurso de 2004, Austria sólo ha participado en ocho finales. El resultado menos exitoso de Austria ha sido el último puesto, que logró en ocho ocasiones, la última de ellas en 2012. Austria también ha recibido puntos nulos (cero puntos) en cuatro ocasiones; en 1962, 1988, 1991 y 2015.
La emisora nacional austriaca, Österreichischer Rundfunk (ORF), retransmite el evento en Austria y organiza el proceso de selección para la inscripción del país. En 2014 y desde 2017, la ORF realiza una selección interna para elegir el artista y la canción que representarán a Austria en el concurso. El 14 de junio de 2023, la directora de programa de la ORF, Stefanie Groiss-Horowitz, confirmó las intenciones de la emisora de participar en el Festival de la Canción de Eurovisión 2024 y continuar seleccionando internamente a su representante.

## Antes de Eurovisión

### Selección interna
En julio de 2023, los exploradores de la ORF Peter Schreiber y Eberhard Forcher (que ha trabajado en la selección de los participantes austriacos desde 2016) comenzaron a realizar convocatorias abiertas para que los artistas interesados se pusieran en contacto con ellos antes del 30 de septiembre, recibiendo más de sesenta solicitudes para esa fecha. Un comité de expertos, encabezado por Forcher, preseleccionará inicialmente a unos quince artistas, qufueronán invitados a la sede de la ORF en Viena para grabar videoclips de sus canciones y finalmente fueron evaluados por un jurado de 25 miembros y seis clubes de fanes del Festival de Eurovisión en una ronda de audiciones. A principios de septiembre de 2023, el jefe de entretenimiento de la ORF, Martin Gastinger, comentó sobre la posibilidad de realizar una final nacional o una votación pública en línea entre los finalistas preseleccionados en lugar de una selección totalmente interna; sin embargo, esto fue reconsiderado posteriormente por «razones legales» y se prevé que el artista seleccionado se anuncie en diciembre de 2023; al final no fue así y el anuncio estaba previsto para el 16 de enero de 2024, durante el programa Ö3-Wecker en Hitradio Ö3. Se reveló que la artista seleccionada era Kaleen; tiene experiencia previa en el concurso, habiendo trabajado como doble de luces, bailarina, directora creativa y coreógrafa para varios países desde 2018. Su entrada para el concurso, «We Will Rave», se lanzó el 1 de marzo; escrita por Anderz Wrethov, Jimmy Thörnfeldt, Julie Aagaard y Thomas Stengaard, se ha anticipado que se trata de una «pista pop inspirada en el tecno» coescrita por Jimmy Thörnfeldt junto con otros dos compositores suecos.

## En Eurovisión
El Festival de la Canción de Eurovisión 2024 se llevará a cabo en el Malmö Arena de Malmö, Suecia, y constará de dos semifinales llevadas a cabo en las respectivas fechas del 7 y 9 de mayo y la final el 11 de mayo de 2024. Todas las naciones, con excepción del país anfitrión y los «Cinco Grandes» (Francia, Alemania, Italia, España y el Reino Unido), deben clasificarse en una de las dos semifinales para poder competir por la final; Los diez mejores países de cada semifinal pasarán a la final. El 30 de enero de 2024 se realizó un sorteo para determinar en cuál de las dos semifinales, así como en qué mitad del espectáculo actuará cada país; la Unión Europea de Radiodifusión (UER) dividió a los países competidores en diferentes grupos en función de los patrones de votación de contiendas anteriores, y los países con historiales de votación favorables se colocaron en el mismo grupo. Austria estaba prevista para la primera mitad de la segunda semifinal.
En una reunión conjunta celebrada en Múnich en septiembre de 2023, la ORF y las emisoras de lengua alemana ARD de Alemania y SRF de Suiza renovaron sus planes de cooperar en la retransmisión de los programas temáticos de Eurovisión ESC – Der Countdown y ESC – Die Aftershow en 2024, como lo hicieron para el concurso de 2023. En Austria todos los espectáculos se transmitirán por ORF 1.